# Jeremiah S. Black

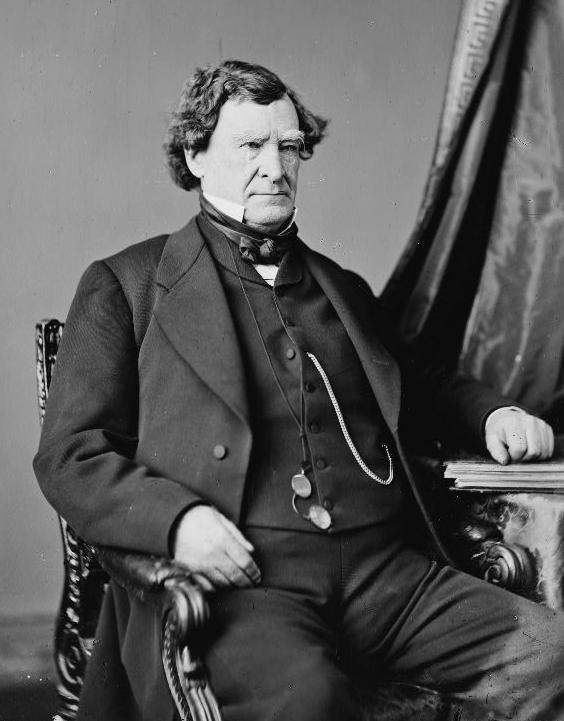
Jeremiah S. Black

Jeremiah Sullivan Black (* 10. Januar 1810 in Stony Creek, Pennsylvania; † 19. August 1883 in Brockie, Pennsylvania) war ein US-amerikanischer Jurist und Politiker.
Black war einer der führenden Juristen der Vereinigten Staaten. Von 1851 bis 1857 war er Mitglied des Supreme Court (Oberster Gerichtshof) von Pennsylvania und dessen Leiter. Beim Amtsantritt von Präsident James Buchanan gehörte er als United States Attorney General zu dessen Kabinett. Am 17. Dezember 1860 wurde er Außenminister, als Nachfolger von Lewis Cass. Er blieb in diesem Amt bis zum 5. März 1861, sein Nachfolger wurde William H. Seward.
Präsident Buchanan schlug ihn für einen Sitz am Obersten Gerichtshof der Vereinigten Staaten vor, dies wurde aber vom Senat abgelehnt. Er war der Sohn des Kongressabgeordneten Henry Black (1783–1841) und Vater von Chauncey Forward Black (1839–1904), der zwischen 1883 und 1887  Vizegouverneur von Pennsylvania war. 